# Roedeltactiek

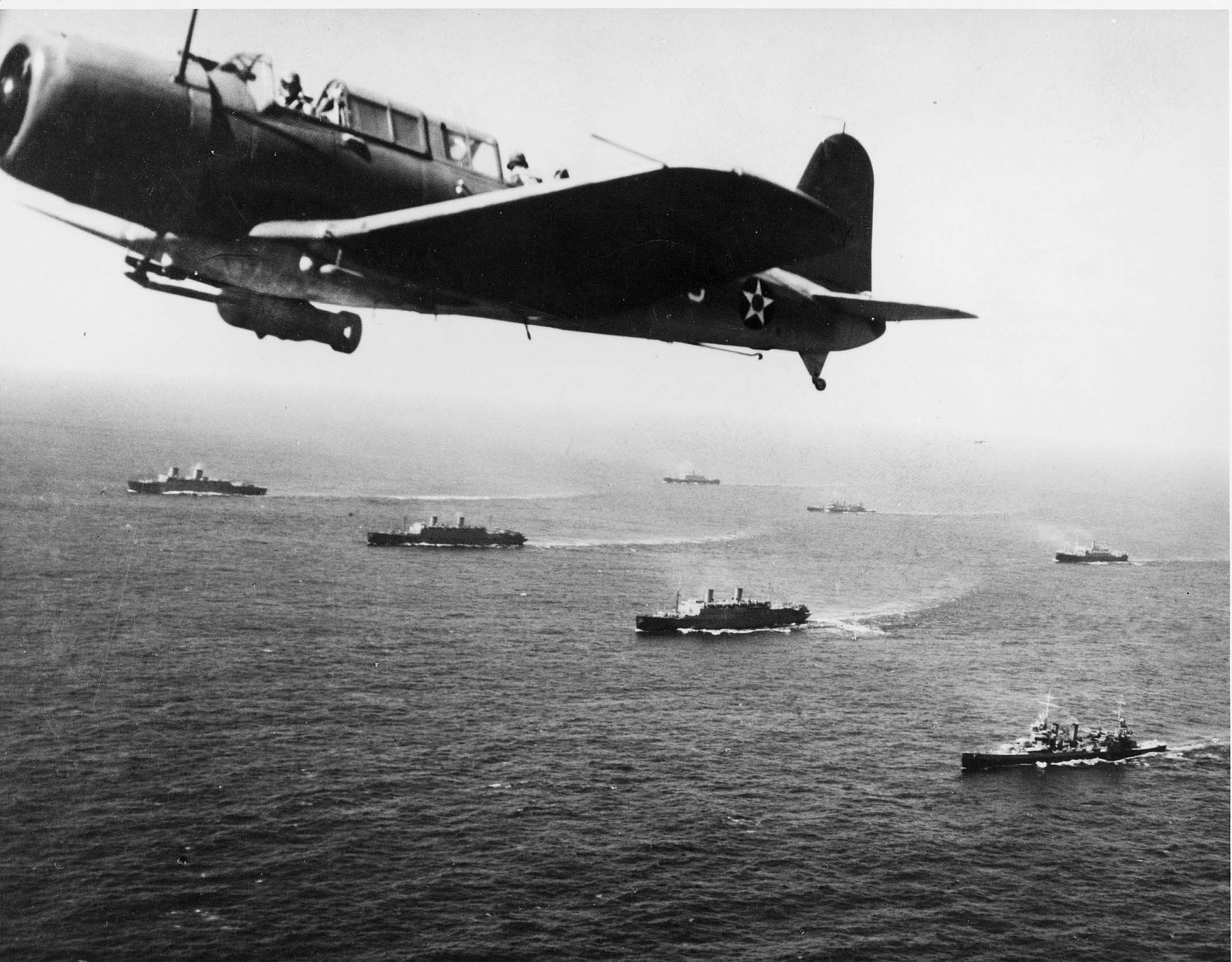
Konvooiescorteschepen en onderzeebootbestrijdingsvliegtuigen, november 1941.

De roedeltactiek (Duits: Rudeltaktik, ook wel Wolfsrudeltaktik) was een aanvalstactiek van de Duitse U-boten in de Tweede Wereldoorlog. De tactiek wordt toegeschreven aan admiraal Karl Dönitz. 
De benaming is afgeleid van de manier waarop een roedel wolven een prooi aanvalt. Wolven vallen altijd met de hele roedel tegelijk aan. Voor de U-boten betekende dit dat alle leden onderzeeërs van de roedel de prooi, het vijandelijk schip, tegelijkertijd van meerdere kanten aanvielen. De Engelse benaming hiervoor was een wolf pack.
De roedeltactiek werd ingevoerd op het moment dat de koopvaardijschepen in konvooi gingen varen. De U-boten voeren in patrouillelijnen die tot 150 kilometer lang waren, op zoek naar een prooi. Zodra één van hen op een konvooi stuitte werd de hulp van de andere ingeroepen en werd gezamenlijk aangevallen
De geallieerden konden door de ontwikkeling van radar en sonar hun konvooien steeds beter verdedigen. Met de invoering van de radiorichtingzoeker Huff-Duff konden de geallieerden de contact meldingen van een schaduwende U-boot traceren.